# Eigenmannia microstoma
Eigenmannia microstoma är en fiskart som först beskrevs av Johannes Theodor Reinhardt 1852.  Eigenmannia microstoma ingår i släktet Eigenmannia och familjen Sternopygidae. Inga underarter finns listade i Catalogue of Life.